# Dry Alice River
Dry Alice River är ett vattendrag i Australien. Det ligger i delstaten Queensland, omkring 870 kilometer nordväst om delstatshuvudstaden Brisbane.
Omgivningarna runt Dry Alice River är i huvudsak ett öppet busklandskap. Trakten runt Dry Alice River är nära nog obefolkad, med mindre än två invånare per kvadratkilometer.  Genomsnittlig årsnederbörd är 585 millimeter. Den regnigaste månaden är februari, med i genomsnitt 143 mm nederbörd, och den torraste är april, med 14 mm nederbörd.